# 望遠鏡

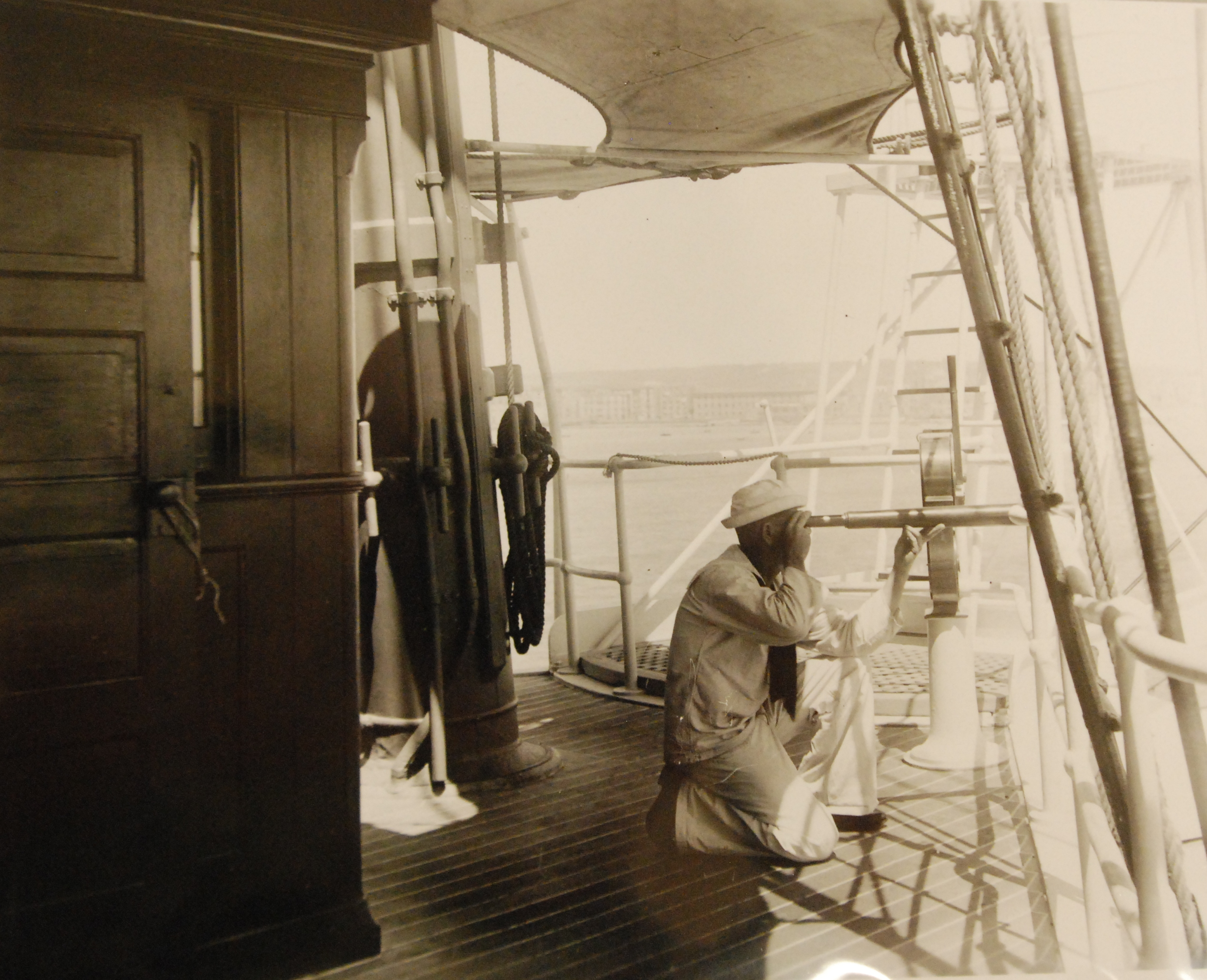
望遠鏡をのぞく米国の船の乗組員。（1899年）

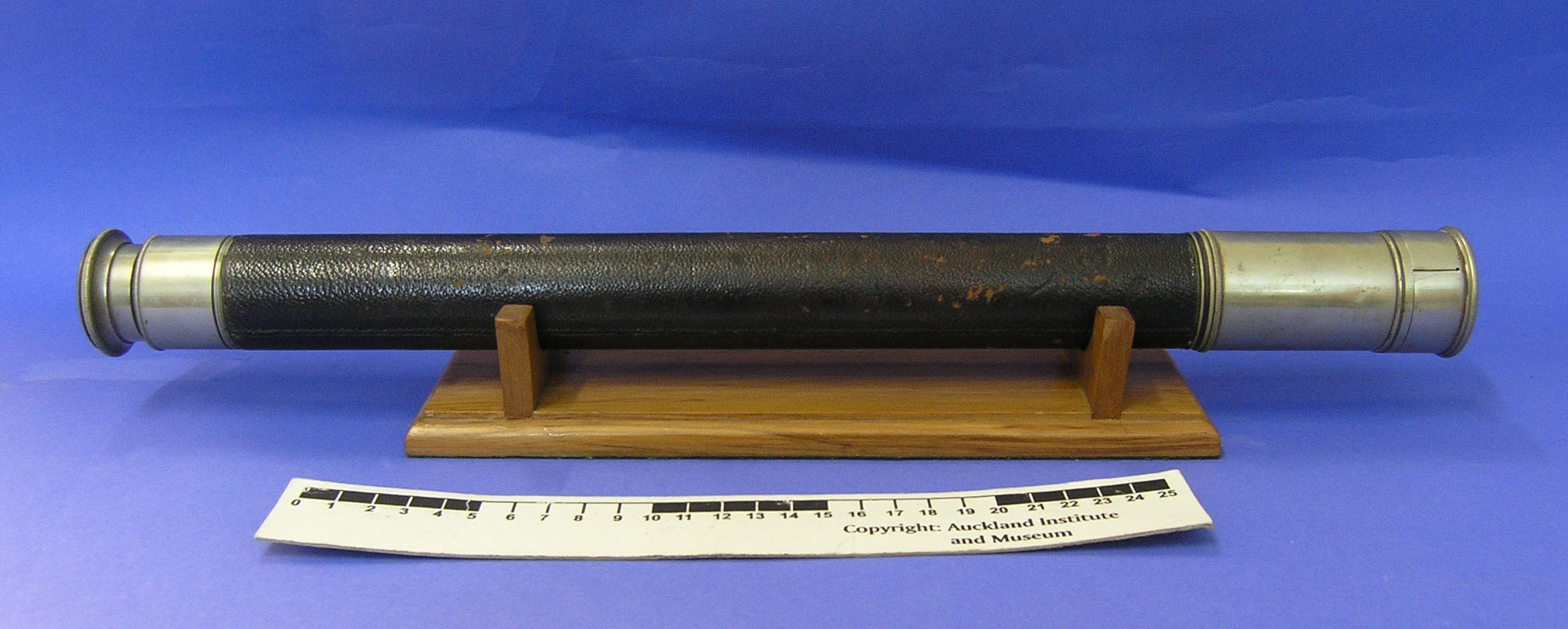
Charles Reginald Fordが、ロバート・スコットの1901-1904の南極遠征（「ディスカバリー遠征」）で使用した金属製望遠鏡。木製スタンドが別に付属。

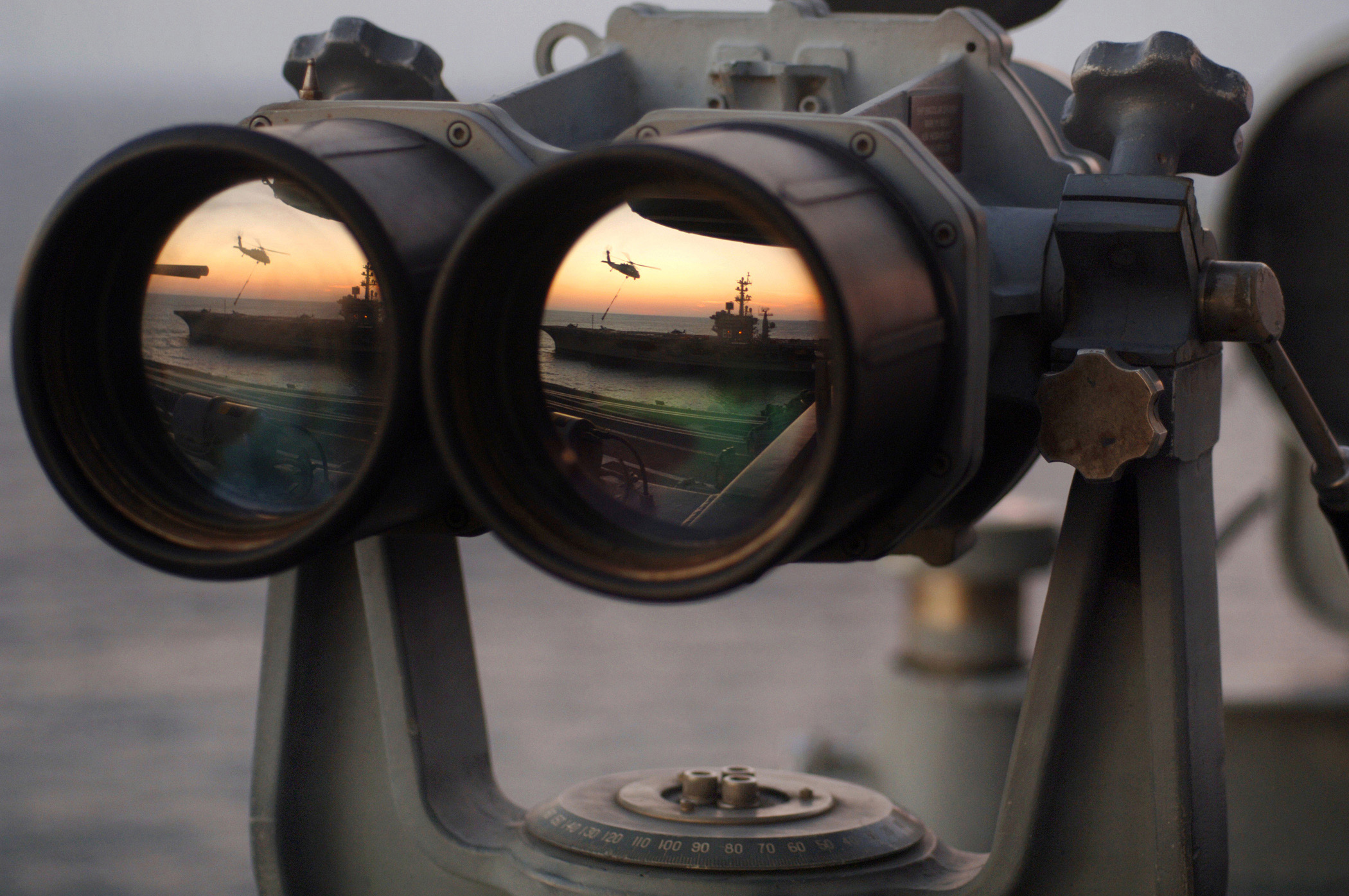
望遠鏡の一種で、筒を二つにした双眼鏡。現代のアメリカ海軍のもの。

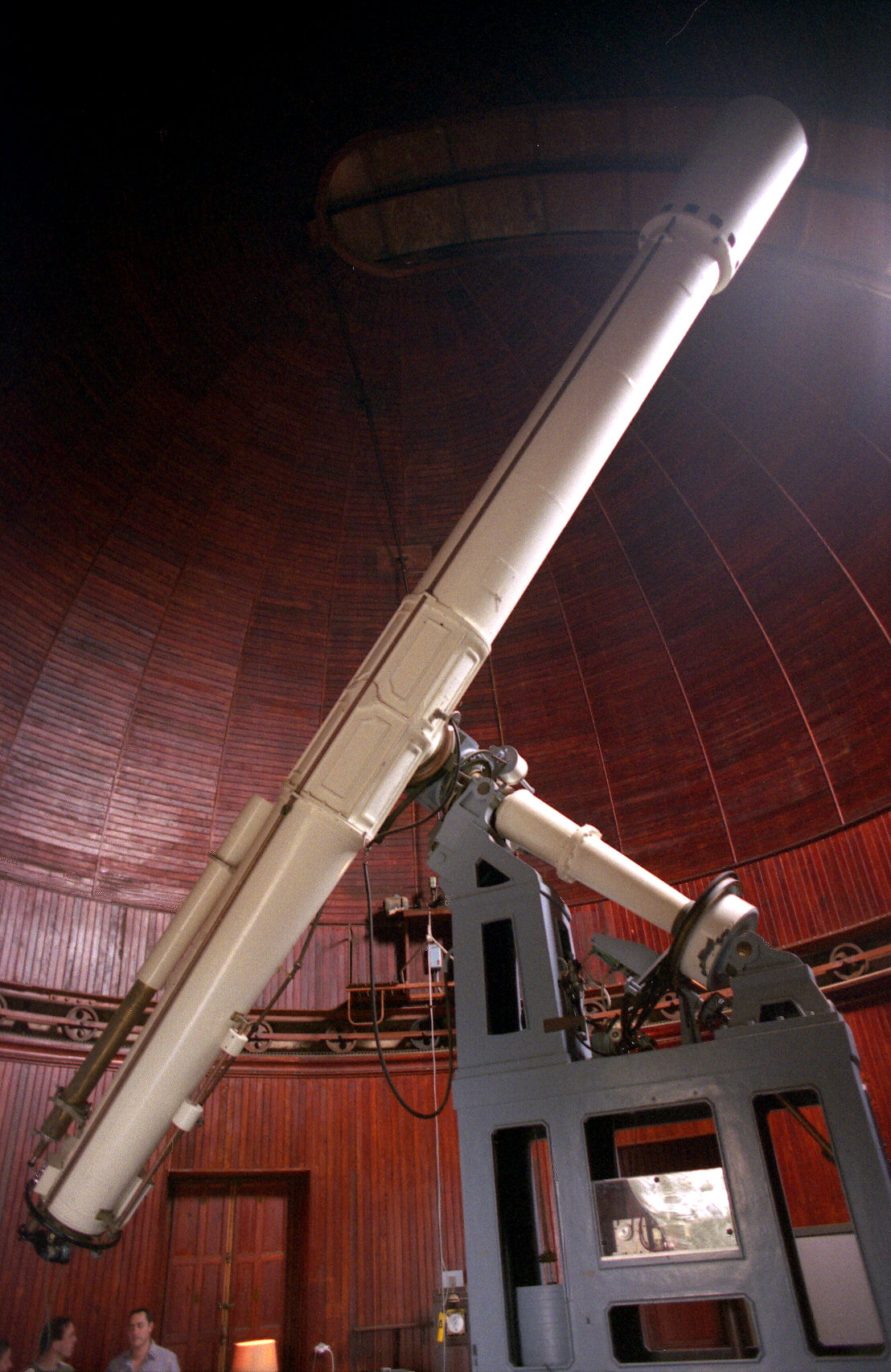
天体望遠鏡、屈折式望遠鏡の例。口径50cm。ニース天文台。

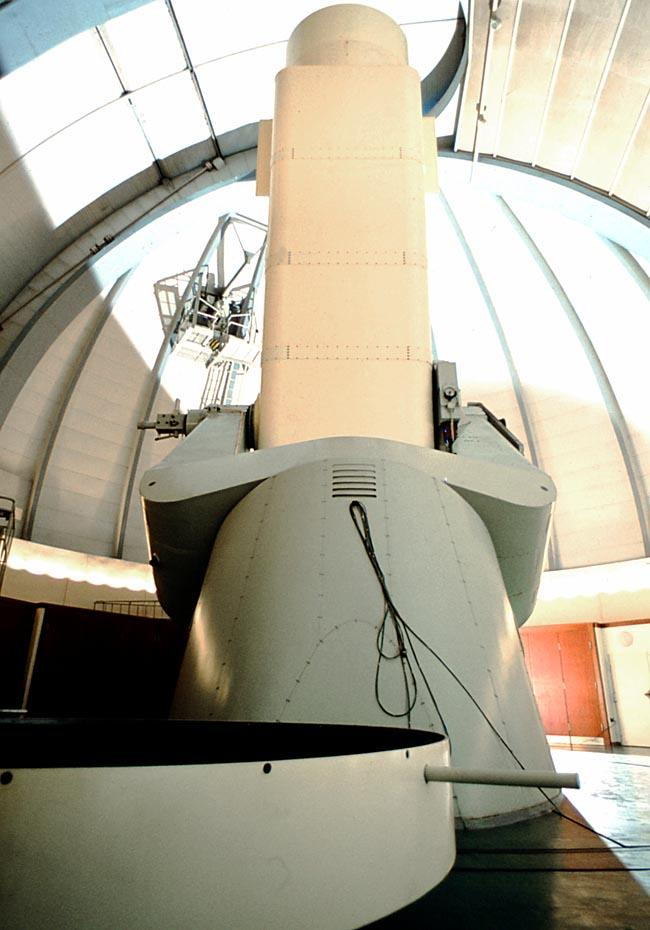
シュミット式望遠鏡。口径2m。ドイツ

望遠鏡（ぼうえんきょう、英: telescope）とは、光学機器の一種で、遠くにある対象物をより近くにあるかのように見せるために設計されたもの。複数のレンズの配置、または曲面鏡とレンズの配置を機器の内部に含んでおり、これによって、光線がまとめられ、焦点に集められることで、拡大された像（image）が得られる。古くは「遠眼鏡（とおめがね）」とも呼ばれた。
転じて、電波望遠鏡（英: radio telescope）の略語としても用いられる。

## 概説
遠くにある対象物の像を拡大して観察しやすくするための装置である。もともと17世紀初頭に発明された段階では、複数のレンズを組み合わせて筒に収めた素朴な装置で、その後も数百年間望遠鏡といえばそうしたタイプが主流だったが、並行的に曲面鏡も用いるものも登場し、複数のレンズと曲面鏡を複雑に組み合わせたものも作られるようになった。
望遠鏡には、覗き込んだ時に正立像（英: erect image、正しい向きの像）が見えるタイプのものと、倒立像（英: inverted image、上下も左右も反対になった像）が見えるタイプのものがある。地上の対象物を見るための望遠鏡はもっぱら正立像が得られるように設計されたものが用いられる。天体観測に用いる、いわゆる天体望遠鏡には正立像を得られるものもあるが、光学的性能を極限まで高めるためにあえて倒立像が得られるようになっているタイプもある。
20世紀には可視光線以外の電磁波に関する理解も進み、さらに電磁波だけでなく地球外から飛来する様々な波や粒子（重力波や宇宙線）をとらえる装置も作られるようになり、そうした装置を光学望遠鏡になぞらえた使い方もされるようになった。→#現代の宇宙観測用の特殊な望遠鏡
歴史
1608年、オランダのハンス・リッペルハイという眼鏡製作者が望遠鏡に関する特許を取得しようとした。だが同年、アドリアンスゾーン・メチウスも特許申請をし、結局二人のどちらにも特許が出なかった。→#歴史
分類・種類
さまざまな分類法がある。主に見る対象が天体なのか地上物かで分類する方法や、使用するレンズのタイプで分類する方法、筒の数（人が覗き込む穴の数）で分類する方法　等々がある。→#分類・種類
本記事では、できるだけ「望遠鏡」という用語の意味の中心である光学機器について詳しく説明する。比喩的に「望遠鏡」と呼ばれることもある現代の宇宙観測装置に関しては、詳細な説明は別記事に譲る。

## 分類・種類
さまざまな分類法がある。
ひとつの分類法は、用途や主な対象物で「地上の対象物を見る / 天体を見る」と分類して、「地上望遠鏡 / 天体望遠鏡」と分類する方法である。
また、望遠鏡の筒の数（眼で覗き込む穴の数）が「ひとつ / ふたつ」で分類して、「単眼鏡 / 双眼鏡」に分類する方法もある。
また「レンズを用いる / 反射鏡を用いる」で分類して、ざっくりと「屈折望遠鏡 / 反射望遠鏡」に分類する方法もある。それらの両方を用いた複合型もある。
また、（レンズばかりを用いる望遠鏡に関して）どのタイプのレンズを用いるか、という観点で分類する方法もあり、「凸レンズと凹レンズを組み合わせる　/ 凸レンズと凸レンズを組み合わせる」の違いで分類し「ガリレオ望遠鏡 / ケプラー望遠鏡」に分類する方法もある。
地上望遠鏡
地上のものを観察・観測するために設計・製作された望遠鏡。古くは対物レンズに凸レンズ、接眼レンズに凹レンズを組み合わせたタイプ（「ガリレオ望遠鏡」と呼ばれるタイプ）もあったが、その後は凸レンズを複数と正立プリズムを用いて像を正立させているものが主流である。

天体望遠鏡
天体を観察・観測するために設計・製作された望遠鏡。地上物とは比べものにならないほど遠方の対象を観測するためのもので、対象物から地上に届く光も極端に弱いので、分解能と集光力の両方の性能が重視される。おおまかに分けて屈折式と反射式の2種類があり、それぞれ一長一短がある。

単眼鏡
筒がひとつ（覗き込む穴がひとつ）の望遠鏡。基本的に右眼か左眼か、どちらか一方を近づけて見る。
双眼鏡
筒がふたつで覗き込む穴がふたつの望遠鏡。英語ではbinocularsと言い「bi」は「ふたつ」という意味。日本語の「双眼鏡」の「双」も同様の意味。左右の眼で見ることで（普段と同じ眼の使いかたなので対象物を認識しやすく、また左右だと脳で視覚処理されて像が（日常のように）立体的に感じられる。）地上用双眼鏡は、光学的にはフィールドスコープを2つ並べた構造になっている。（やや特殊だが）天文用双眼鏡というものもあり、これは光学的には天体望遠鏡を2つ並べてた構造になっている（「双眼望遠鏡」と呼ぶことが多い）。

ガリレオ望遠鏡
ガリレオ（式）望遠鏡とは、対物レンズに凸レンズ、接眼レンズに凹レンズを使った望遠鏡。像は正立だが、視界が狭い。倍率は凸レンズの焦点距離と凹レンズの焦点距離の比に等しい。（天体観測用屈折望遠鏡としては後述のケプラー望遠鏡が用いられるようになり、ほぼ用いられなくなったが）たとえば倍率が3～4倍程度でもことたりるような観劇用（オペラグラス）などに用いられる。（もともとオペラなど、観客席と舞台がさほど離れていないで状況（観察対象との距離がさほどでない状況）で俳優などの姿を少しだけ拡大して鑑賞するためなどに現在でも（双眼鏡形式で）使われている。）
ケプラー望遠鏡
ケプラー（式）望遠鏡とは、対物レンズに焦点距離（f1）の長い凸レンズを、接眼レンズに焦点距離（f2）の短い凸レンズを使う望遠鏡。像は倒立、倍率はf1/f2に等しい。ケプラーが1611年にはこのタイプに関する記述を残し、現在に至るまで天体観測屈折望遠鏡は基本的にすべてこの方式。
電波望遠鏡
宇宙からやってくる微弱な電波を捉えるために設計・製作された望遠鏡。多くはパラボラアンテナの形をしている。
→#現代の宇宙観測用の特殊な望遠鏡
宇宙望遠鏡
軌道上に打ち上げられた望遠鏡。地球大気による電磁波の吸収や像の揺らぎがない。

組み立て式望遠鏡
手軽に組み立てられる望遠鏡のこと。レンズ・反射鏡・接眼レンズ・鏡筒をセットにした天文教材。しばしば天体観望用の解説書や星座早見環なども付属。天体観測や天体観望の初心者も使える商品。

## 歴史
ナポリのジャンバッティスタ・デッラ・ポルタの『博学史』（1589年、20巻）の17巻の10章に望遠鏡についての記述がある。ネーデルラント連邦共和国のベックマン（ヤンセンの息子サカリアセンからレンズ研磨を習った）の日誌によると、1604年にミデルブルフの眼鏡職人サハリアス・ヤンセンがイタリア人の所有の1590年と書かれた望遠鏡を真似て作ったという。シルトリによると自分の客から作り方をならったオランダ、ミッテルブルフの眼鏡職人ハンス・リッペルハイが「kijker」と命名した2枚のレンズ組み合わせた望遠鏡について1608年10月2日、特許申請をオランダ総督にした。10月14日にはAlkmaarのJ.アドリアンスゾーン・メチウス（Adriaanszoon Metius 、1571年 - 1635年　1598年からフラネカー大学教授）が特許申請を行なった（2年間改良していたという）。この同時申請のため特許はどちらにもおりなかった。リッペルハイは双眼望遠鏡も作り、またマウリッツ総督の命により900フローリンで軍用望遠鏡を作った。
日本
日本においては近藤正斉の『外藩通書』によれば1613年（慶長18年8月4日）に「慶長十八年八月四日、インカラティラ国王ノ使者於駿城御礼申上ル…長一間程之遠眼鏡六里見之ト見ユ」とあり、イギリスのジェームズ1世の使いジョン・セーリスが徳川家康に献上のもの（現徳川美術館所蔵）が最古とされる。

## 光学的なしくみ、構造
望遠鏡とは、カメラのレンズと同じようなものであると思えば分かりやすい。ただし口径の大きな対物レンズ（反射式においては反射鏡）と口径が小さい接眼レンズに分かれる。対物レンズは凸レンズであり、接眼レンズが凹レンズであれば正立像が得られる（ガリレオ式望遠鏡）。接眼レンズを凸レンズにすれば倒立像となる（ケプラー式望遠鏡）が、さらに大きな倍率が容易に得られる。これをそのまま天体に向ければ天体望遠鏡となる。
望遠鏡を望遠鏡たらしめているのはその光学系である。姿勢変化、温度変化、風向・風速の変化などが起こってもレンズや反射鏡など光学系の個々のパーツに振動、変形などの影響を与えないことが求められる。望遠鏡光学系をその支持機構ごと支え、天球上の任意の位置に向ける装置を「架台」と呼ぶ。架台はスムーズに駆動し、長時間にわたって高精度で天体を追尾できなければならない。天体が発する光は、一般に非常に弱く、詳しい分析に耐えるほどの光量を集めようとすれば、大望遠鏡をもってしても何時間の露出が必要となることが珍しくないからである。近年、より深く宇宙を探査するために、ますます大型の望遠鏡や観測装置が必要とされるようになってきている。
大望遠鏡においては、巨大な光学素子をいかにコンパクトで軽量かつ堅牢な架台で支えるかが重要となってくる。架台がコンパクトで軽量になるほど、その駆動機構への負担が軽減され、望遠鏡全体を覆うドームや建物などの建設コストも下げられる。また、架台の堅牢性の向上にも繋がり、指向・追尾性能を向上させることにもなる。架台のコンパクト化を図るためには、反射望遠鏡においては、その主鏡の焦点口径比（F値）を小さくし、明るい光学系とすることが肝要である。近年の大望遠鏡は、F比の小さい主鏡を製作する技術が進歩したことによって、建設が可能となったとも言える。

## 地上の観察・観測
望遠鏡は古くから地上・海上の観察・観測に用いられている。
望遠鏡が発明されてしばらくするうちに軍事利用も開始されている。敵軍の状況を遠くから偵察できるというメリットがある。18世紀後半に気球の有人飛行が成功すると、気球のバスケット（ゴンドラ）から敵を偵察するためにも用いられるようになった。
船乗り（船長、船員、水夫、漁師など）は海上で船を安全に運航するため、海上交通の安全を確保するため、たとえば周辺の船の有無や動き、船が掲げる国際信号旗や船名表記の確認、他の船の船員の動き、岩礁の有無、波の様子、海面ごとの風の強さや風向、港内での船舶群の動き、等々を観察し判断材料を得るために望遠鏡を使っている。
- 地上の観察のための望遠鏡使用。1624年。
- 軍服を着て、右手に望遠鏡を持ちポーズを決めたアイザック・スティーブンス（南北戦争の北軍将軍となる人物）1861年。
- 自分の船で使用する望遠鏡を磨く漁師。（1887年）
- 1918年。仲間の肩を借りてそこに先端側（対物レンズ側）を乗せるようにして望遠鏡を使う兵士。
- 第一次世界大戦時期の望遠鏡。
- 第一次世界大戦。ニュージーランドのフランス駐屯地にて、ドイツ軍を監視する兵士。
- 塹壕の中で身を守りつつ、塹壕の外を観察するための、潜望鏡タイプの、ふたまたの望遠鏡。1916年。
- 通常タイプの双眼鏡を首から下げて携行する兵士（1917年）
- 第二次世界大戦。英国海軍。望遠鏡をのぞく人物。
- 近年のイスラエル軍が使用している コンピュータ制御の望遠鏡
- 現代の眺望が良い場所などに設置してある、コインを入れて使う、時間貸しの望遠鏡。

## 天体の観測
ガリレオ・ガリレイはハンス・リッペルハイの発明を知った後、1609年5月に1日で作った望遠鏡を初めて天体に向けた。そのころの接眼レンズは凹レンズで正立像だが、倍率は低いものであった。
- 1672年アイザック・ニュートンが王立協会に提供した望遠鏡の複製品。
- ウィリアム・ハーシェルの望遠鏡

### 現代の宇宙観測用の特殊な望遠鏡
19世紀末や20世紀初頭までは、人間の網膜に像を結び人間が知覚できる可視光線に関して、拡大した像をもたらすことを目的とした望遠鏡ばかりだったが、20世紀になって、宇宙観測に使うための、可視光線以外を扱う様々な特殊な観測装置や検出装置が開発されるようになった。それらの観測装置のことも光学望遠鏡とのアナロジーや比喩で、「望遠鏡」とも呼ばれることがある。それらは初期段階では素朴な装置で「像」といったものを提供するレベルではなく、どちらかと言えば（素朴な）「検出器」と呼ぶのがふさわしいものも多く、後になってようやく「像」らしい「像」を提供できるようになったものも多いが、一応この節でそれらの観測装置の登場の歴史についても軽く触れるが、あくまで軽く触れるにとどめる。詳細は個別の記事を参照のこと。
電波望遠鏡
人類の電磁波に関する理解や、それに関連する電子技術が向上したのは、さほど遠い昔のことではなく19世紀末や20世紀前半のことであるが、それによってようやく、従来の望遠鏡に加えて、電磁波をとらえて観測するための電波望遠鏡を設計・製作することが可能になったわけである。1932年に、宇宙空間から飛来する電波を捉える目的で作られた最初の電波アンテナ（最初の素朴な電波望遠鏡）がen:Karl Guthe Jansky（ベル研究所のエンジニア）によって使用された。これ以降 電波天文学が発展してゆくことになった。
X線望遠鏡
1963年にはBall Brothers Corporation社による初のX線望遠鏡が稼動し、その後X線天文学が発展してゆくことになった。 
ニュートリノ検出器（ニュートリノ望遠鏡）
1965年ころには、独立した2つのグループがほとんど同時期に、地球に飛来するニュートリノの検出に成功。ひとつはen:Frederick Reinesの率いて南アフリカの金高山で実験を行ったグループ。もうひとつは、ボンベイ・大阪・ダーラムのチームが共同で行った研究で、インドのKolar Gold Field鉱山で行ったものであった。これ以降、ゆっくりとだがニュートリノ天文学が発展することになった。
紫外線望遠鏡
1978年から1996年にかけては、紫外線の観測ができる紫外線望遠鏡（en:ultraviolet telescope）のIUEが設計・製造・運用され、紫外線天文学が発展した。
重力波検出器（重力波望遠鏡）
重力波を検出する装置（「検出器」や「天文台」と呼ばれることのほうが一般的で、それらの呼称のほうが妥当だが、まれに「重力波望遠鏡」とも呼ばれるもの）
に関して説明すると、2002年に米国のLIGO（ライゴ）が稼動し始めたが全く何も検出できず、2004年に拡張・改良を行ったがまともに作動しない時代が続いた。2015年9月に、5年の年月と2億ドルもの巨額の費用をかけたオーバーホールが完了し、（ようやく）科学的な観測が開始された。
ヨーロッパのVirgo（バーゴ） は2003年に建造され、2017年にはLIGOとVirgoが連携する形でひとつの巨大な重力検出装置のように作動さる体勢が構築され、2017年8月17日、アメリカの2台の重力波検出器「Advanced LIGO」と欧州重力波観測所の重力波検出器「Advanced Virgo」が、連星中性子星が合体した際に生じた重力波が地球に届いたことを検知、その情報を即座に世界の天文台に伝え、全世界の天文台が、重力波にやや後れるようにして届く可視光線や他の放射線などを待ち受けるように観測して、合体が起きた場所・方角を正確に特定したり、さまざまなデータを得ることに貢献した。日本の重力波望遠鏡KAGRAもまもなく本格運用に入る予定で、これによって世界に3つ目の本格的な重力波望遠鏡が登場することで、重力波の源の方向の特定がより一層すみやかに、また正確になることが期待されている。

## 歴史上の特殊な用途
通信手段
文字コードを表示する信号機を遠方から望遠鏡で読み取る腕木通信に代表される欧米式通信方法、日本で江戸時代に始まり大正初期まで用いられた旗振り通信は、望遠鏡の発明と普及を前提とした通信における過去技術であった。